# 李思仁
李思仁（1443年—？），字尚德，山西太原府陽曲縣人，民籍，明朝政治人物。

## 生平
山西鄉試第三十九名舉人。成化十七年（1481年）中式辛丑科會試第二百六十七名，二甲第二十七名進士。

## 家族
曾祖李選；祖父李景春；父李鰲，縣丞。母張氏。慈侍下。